# Harry Paulet, 4. vévoda z Boltonu
Harry Paulet, 4. vévoda z Boltonu (24. července 1691 – 9. října 1759) byl anglický šlechtic a politik.

## Život
Narodil se 24. července 1691 jako syn Charlese Pauleta, 2. vévody z Boltonu a Frances Ramsden.
Svou kariéru započal v královském námořnictvu. Byl pobočníkem hraběte z Galway.
Roku 1715 se stal poslancem za St Ives a roku 1722 za Hampshire. Roku 1734 začal zastupovat Hampshire a Yarmouth.
V letech 1729–1751 byl komořím (Gentleman of the Bedchamber) prince Frederika Ludvíka Hannoverského.
V červnu 1733 se stal členem vlády jako lord admirality a ve funkci setrval do roku 1742, celou dobu podporoval politiku premiéra Walpola. Od roku 1742 byl guvernérem v Toweru a v lednu 1755 byl jmenován členem Tajné rady.
Roku 1754 se stal nástupcem svého bratra Charlese Pauleta jako vévoda z Boltonu a vstoupil do Sněmovny lordů.
Byl ženatý s Catherine Parry, se kterou měl čtyři děti:
- Charles Paulet, 5. vévoda z Boltonu († 1765)
- Harry Paulet, 6. vévoda z Boltonu († 1794)
- Lady Henrietta Paulet, provdaná za Roberta Colebrooke
- Lady Catherine Paulet, provdaná za Williama Ashe, poté za Adama Drummonda